# Neuquenraptor
 Neuquenraptor  ist ein theropoder Dinosaurier aus der Gruppe der Dromaeosauridae. Bisher ist lediglich ein fragmentarisches Skelett bekannt, das aus der Oberkreide (Coniacium) der argentinischen Provinz Neuquén stammt. Diese Gattung wurde 2005 mit der bisher einzigen Art Neuquenraptor argentinus wissenschaftlich beschrieben. Makovicky und Kollegen (2005) vermuten, dass Neuquenraptor mit Unenlagia identisch war, einem Unenlagiinen aus der gleichen Gesteinsformation. Diese Vermutung wird von einigen anderen Autoren unterstützt.

## Merkmale
Neuquenraptor war mit einer geschätzten Länge von zwei Metern ein mittelgroßer Dromaeosauride. Die Speiche (Radius) ist lang und grazil und ähnelt der von Saurornitholestes langstoni. Der Oberschenkelknochen (Femur) ist relativ kurz und robust, was die Gattung von dem nahe verwandten Unenlagia abgrenzen soll, welcher einen längeren und schlankeren Oberschenkelknochen zeigt. Das Wadenbein (Fibula) ist am distalen (unteren) Ende splitterartig. Wichtige Merkmale zur Abgrenzung von anderen Gattungen finden sich in den Fußknochen: So überragt beispielsweise Mittelfußknochen II seitlich die caudale Fläche von Mittelfußknochen III (Autapomorphie). Zudem ist der Mittelfuß Arctometatarsus-artig mit einem im oberen Abschnitt verjüngten Mittelfußknochen III – ein Merkmal, dass auch bei anderen unterkreidezeitlichen Dromaeosauriden auftritt und für diese Gruppe als „primitiv“ gilt. Die zweite Zehe endete wie bei anderen Dromaeosauriden in einer scharfen, vergrößerten „Sichelkralle“ (Ungual).

## Fund und Namensgebung
Der bisher einzige bekannte Fund (Holotyp, Exemplarnummer MCF PVPH 77) stammt aus der Portezuelo-Formation, einem Schichtglied der Neuquén-Gruppe, in der Sierra del Portezuelo in der argentinischen Provinz Neuquén. Andere Theropoden dieser Formation schließen den nahen Verwandten Unenlagia, Patagonykus und Megaraptor mit ein. Das Skelett wurde 1996 von den Paläontologen Fernando Novas und Pablo Puerta zufällig bei der Freilegung des Brustkorbs eines Titanosauriers entdeckt. Es besteht aus Fragmenten von Hals- und Rückenwirbeln, dorsalen Rippen, Hämalbögen, dem proximalen Ende des linken Speiche, dem rechten Oberschenkelknochen, dem distalen Schienbein (Tibia), den proximalen Fußknochen, sowie den Großteil des linken Fußes. Die Knochen werden im Museo Carmen Funes in Plaza Huincul aufbewahrt.
Neuquenraptor wurde 2005 von Fernando Novas und Diego Pol mit der einzigen Art Neuquenraptor argentinus beschrieben. Der Name setzt sich aus der Provinz Neuquén im Nordwesten Patagoniens sowie aus raptor (gr. für „Räuber“) zusammen. Das Artepitheth argentinus weist auf das Fundland Argentinien.